# Jason Edelmann
Jason Todd Edelmann (* 21. August 1970) ist ein ehemaliger puerto-ricanischer Skirennläufer.

## Karriere
Edelmann gab sein internationales Renndebüt bei den Olympischen Winterspielen 1988 in Calgary. Dort belegte er jeweils den 52. Platz im Super-G als auch im Slalom. 
Im darauffolgenden Jahr startete er zum einzigen Mal bei Weltmeisterschaften. Bei den Wettkämpfen in Vail erreichte er Rang 58 im Riesenslalom, im Super-G und im Slalom wurde er jeweils disqualifiziert.
Danach ist Edelmann nicht mehr als Rennläufer in Erscheinung getreten.

## Erfolge

### Olympische Winterspiele
- Calgary 1988: 52. Super-G, 52. Slalom, DNF Riesenslalom

### Weltmeisterschaften
- Vail 1989: 58. Riesenslalom, DSQ Super-G, DSQ Slalom